# Samsung Galaxy S5
Pour les articles homonymes, voir S5.
Les Samsung Galaxy S5 et S5 Mini sont des smartphones développés par Samsung Electronics, présentés au Mobile World Congress en 2014 à Barcelone avant d'être commercialisés le 11 avril 2014. Ils font partie de la gamme Galaxy S.
Le S5 est commercialisé au prix de 679 euros, environ. Il s'est vendu à onze millions d'exemplaires dès le premier mois. Il existe une version Mini du Galaxy S5, mais aussi le Galaxy S5 New, ou Galaxy S5 Neo selon la région, ce dernier étant une version rafraîchie et moins couteuse, mais effectuant des sacrifices comme le retrait du lecteur d'empreinte digitale ou un processeur moins puissant (Exynos 7580 Octa).

## Caractéristiques

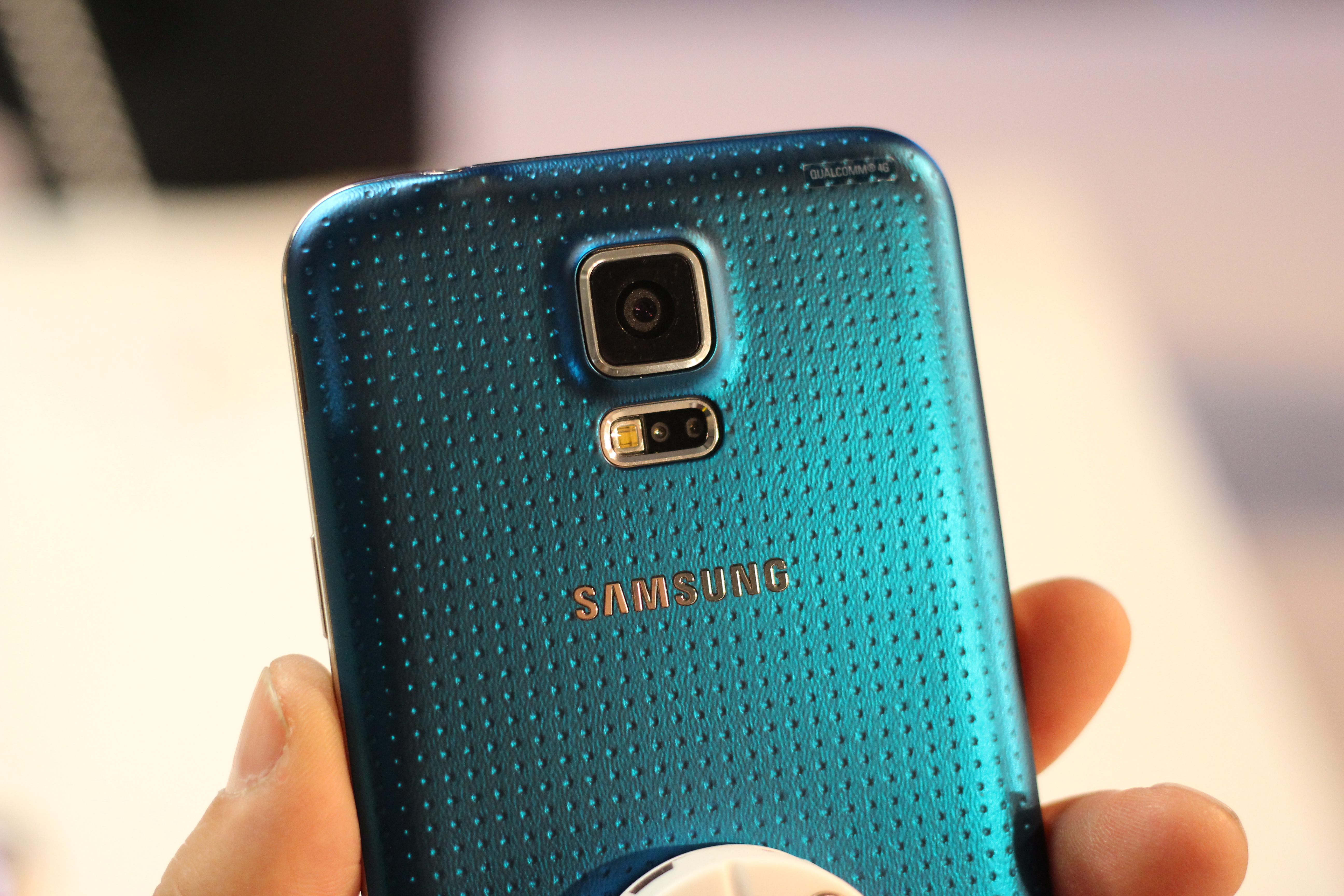
Coque arrière d'un Samsung Galaxy S5 "Electric Blue"

Le Galaxy S5 est un smartphone haut de gamme. Il dispose d'un Snapdragon 801 cadencé à 2,5 Ghz, version du Snapdragon 800 overclockée. Ce système sur une puce (SoC) est épaulé par 2 Go de RAM et un processeur graphique Adreno 330. Ces circuits gèrent un écran de 5,1 pouces Super AMOLED Full HD d'origine Samsung. Le débit d'absorption spécifique (DAS) est environ deux fois plus élevé que celui des modèles précédents : les Galaxy S3, S4, Note, Note 2 et Note 3.
Il se distingue également des versions précédentes par son étanchéité à l'eau et à la poussière (classe IP 67), son bouton central avec un capteur biométrique (comme l'iPhone 5s) et son capteur de rythme cardiaque avec l'application S-Health. Le Galaxy S5 dispose d'un nombre élevé de fonctionnalités et des performances de haute volée qui lui valent d'excellentes critiques dans la presse spécialisée[réf. nécessaire].
Il propose une nouvelle interface (TouchWiz) avec une navigation plus fluide, le Wi-Fi et le Bluetooth prennent en charge les dernières normes. Il est également équipé de la toute nouvelle fonctionnalité Download Booster qui combine la 4G LTE et le WIFI AC qui permet d'obtenir un débit descendant très élevé.

Ce smartphone est compatible avec les normes LTE catégorie 4 (débit maximal : 150 Mb/s en liaison descendante) et VoLTE (appels téléphoniques sur le réseau 4G).

Un système de recharge par induction (norme Qi) est également prévu moyennant l'achat d'une coque adaptée.
Par ailleurs, il n'accepte que les cartes Micro SIM.
Une seconde version du Galaxy S5 existe sous le nom de Galaxy S5 Plus ou Galaxy S5 4G+ (SM-G901F), cette version possède les mêmes caractéristiques que le Galaxy S5 (SM-G900F) avec un processeur plus puissant, le Qualcomm Snapdragon 805 cadencé à 2,5 GHz, une puce graphique Adreno 420 cadencée à 600 MHz également plus puissante que sur le SM-G900F ainsi qu'une compatibilité avec la 4G+ LTE-Advanced.
Une autre version du Galaxy S5 existe sous le nom d'Exynos (SM-G900H). il intègre une puce Exynos5 Octa5422 avec un processeur 8 cœurs (4 cœurs à  1,9 GHz Cortex-A15 + 4 cœurs à  1,3 GHz Cortex-A7) et un processeur graphique Mali-T628 MP6. Ce modèle n'est, par contre, pas compatible avec la 4G LTE, seulement la 3G (HSPDA et HSPA+). Les autres caractéristiques demeurent les mêmes.
En mars 2016, Samsung commence le déploiement de Marshmallow sur les Galaxy S5, les Sud-Coréens sont les premiers à être servis, avant d'être officiellement mis en ligne en Europe et partout dans le monde entre le 7 avril et le 19 mai 2016.

## Commercialisation et vente

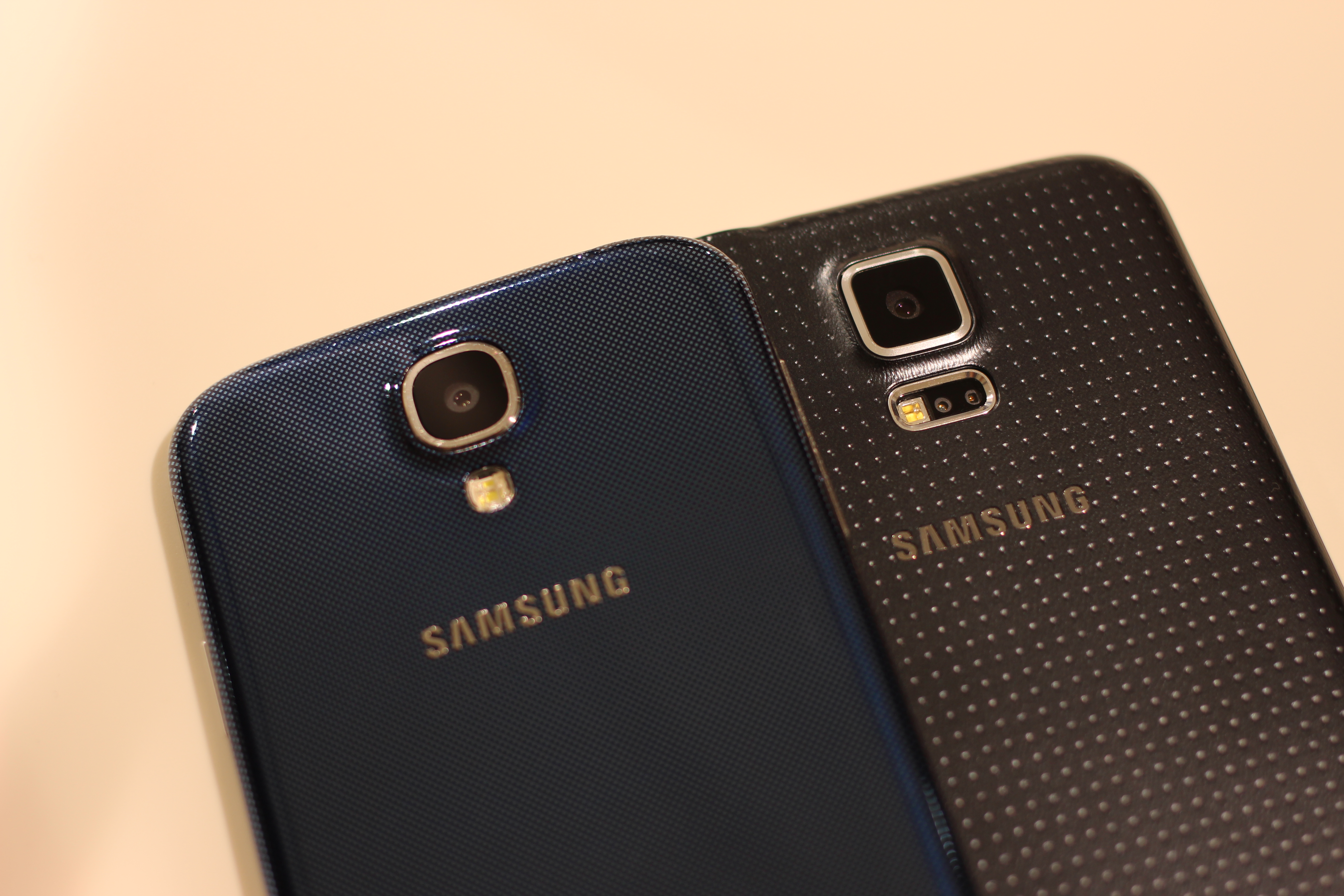
Arrière du téléphone Samsung S5 par rapport au model S4

Le Samsung Galaxy S5 se vend aux alentours de 549 € en juin 2014,, ; son prix de vente est inférieur à celui du Samsung Galaxy S4 lors de sa sortie.

## Version Mini

Logo du Samsung Galaxy S5 Mini.

Le Samsung Galaxy S5 Mini est un modèle de smartphone à écran tactile capacitif de la marque sud-coréenne Samsung de milieu de gamme. 
C'est la version mini du Samsung Galaxy S5, non seulement en taille (4,5 pouces contre 5,1 pouces pour le S5 normal) mais aussi en puissance. 
Le S5 Mini a un appareil photo de 8 mégapixels avec flash et autofocus.
Ce smartphone a la capacité d'aller dans l'eau et de résister à la poussière, étant certifié IP67. 
Le smartphone fonctionne avec le système d'exploitation Android 4.4.4 KitKat (et peut être mis à jour vers Android 7.0 Nougat).